# Orlovac (brdo nad Mostarom)
Orlovac je brdo iznad zapadnog dijela Mostara.

## Zemljopis
Nalazi se iznad naselja Ilića, Razlomišća i Miljkovića, s južne strane rječice Radobolje. Jedno od brda koje okružuju Mostarsku kotlinu. Do vrha brda na 474 metra nadmorske visine vodi put.

## Turizam i rekreacija
Po Orlovcu sve do vrha vodi biciklistička Staza Orlovac. Duga je 23,2 km i uspon je 509 metara.

## Rat u BiH
U ratu u BiH oslobađanje desne obale rijeke Neretve krenulo je 11. lipnja 1992. godine. Prvo je oslobođeno područje Kruševa i Orlovac, a zatim brdo Hum i zapadni dio grada Mostara. Danas je na vrhu Orlovca križ podno kojeg se pale svijeće kad se obilježava obljetnica operacije Lipanjske zore.

## Vanjske poveznice
- HDZ BiH - Mostar  Arhivirana inačica izvorne stranice od 16. rujna 2019. (Wayback Machine) OBILJEŽENA 24. OBLJETNICA "LIPANJSKIH ZORA", 13. lipnja 2016.
- HDZ BiH - Mostar[neaktivna poveznica] Orlovac, križ i spomen obilježje poginulim braniteljima V. bojne
- HDZ BiH - Mostar[neaktivna poveznica] Pogled s Orlovca